# 돈나무
돈나무는 돈나무과에 속하는 늘푸른 넓은잎나무이다.

## 생태
높이는 3미터 가량이다. 가지에 털이 없으며 뿌리는 껍질에서 냄새가 난다. 잎은 어긋나는데 타원형으로 혁질이며 윤이 난다. 암수딴그루로서 초여름에 통 모양의 흰꽃이 총상꽃차례를 이루면서 가지 끝에 달린다. 주로 난대 지역의 해변가에 많으며, 한국에서는 제주도·완도 등지에 분포하고 있다.

## 쓰임새
관상용으로 심으며, 재목은 돛대용으로 잎은 소 사료용으로 쓰인다.

## 사진

잎
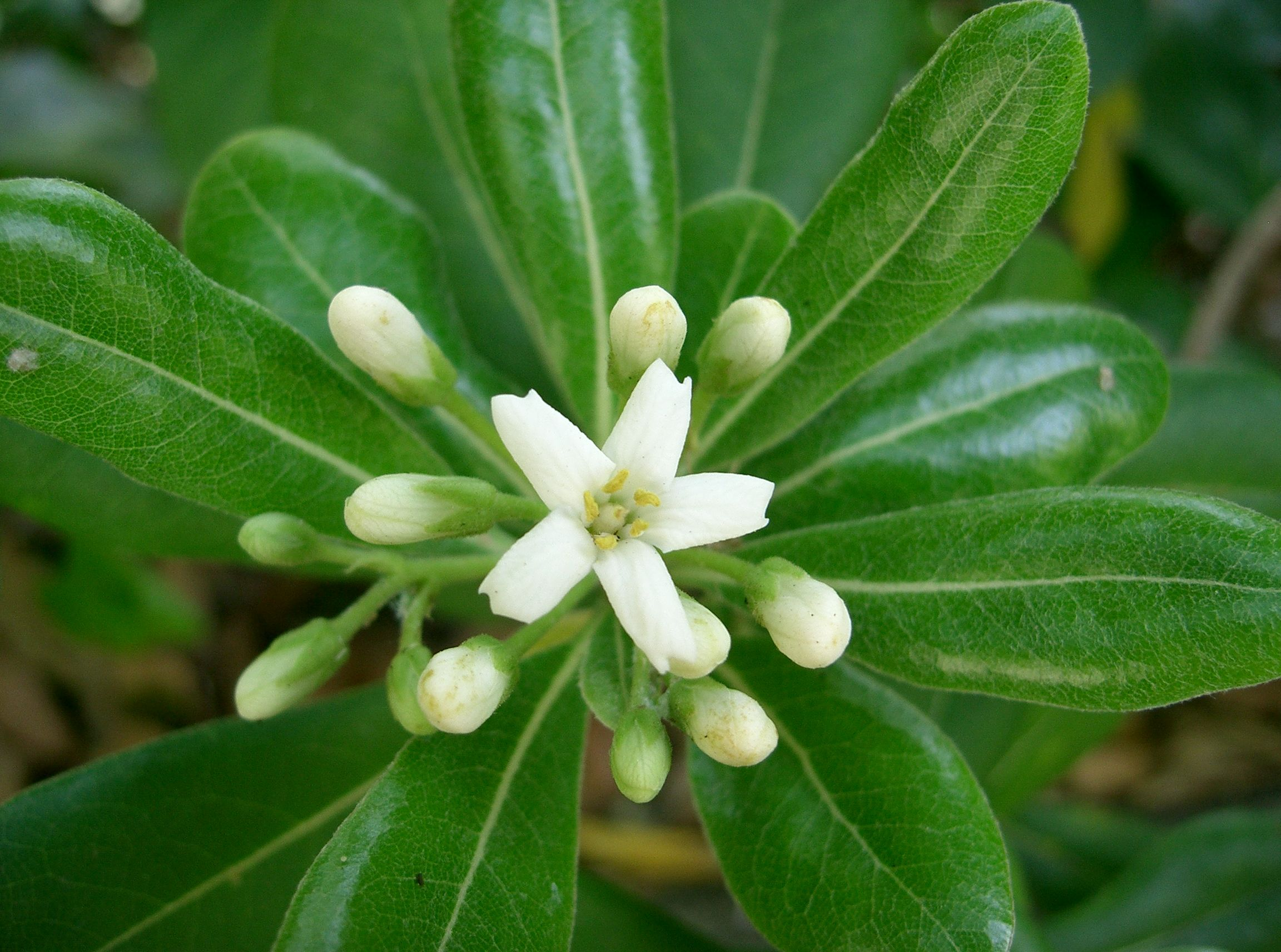
꽃
열매
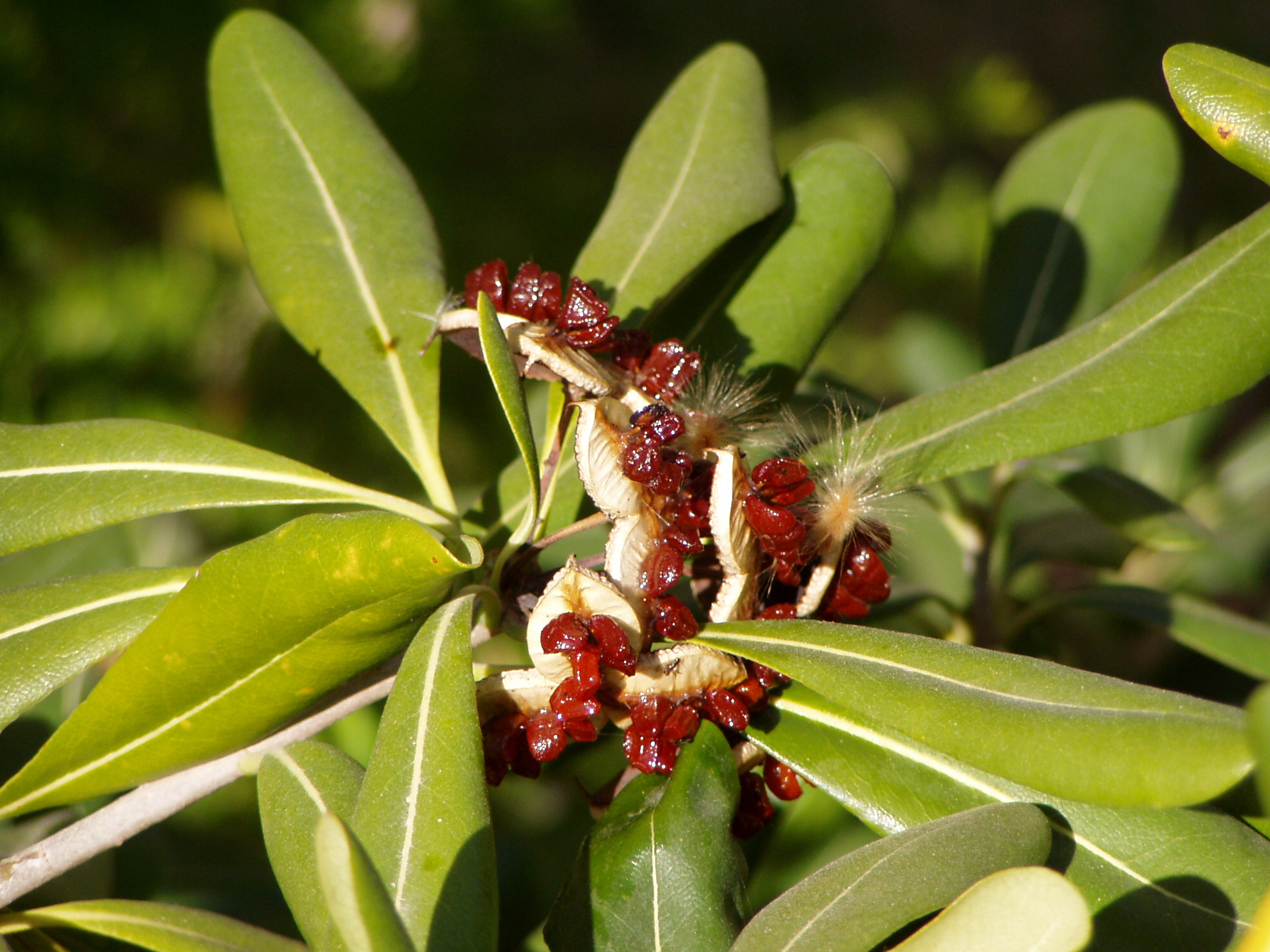
씨
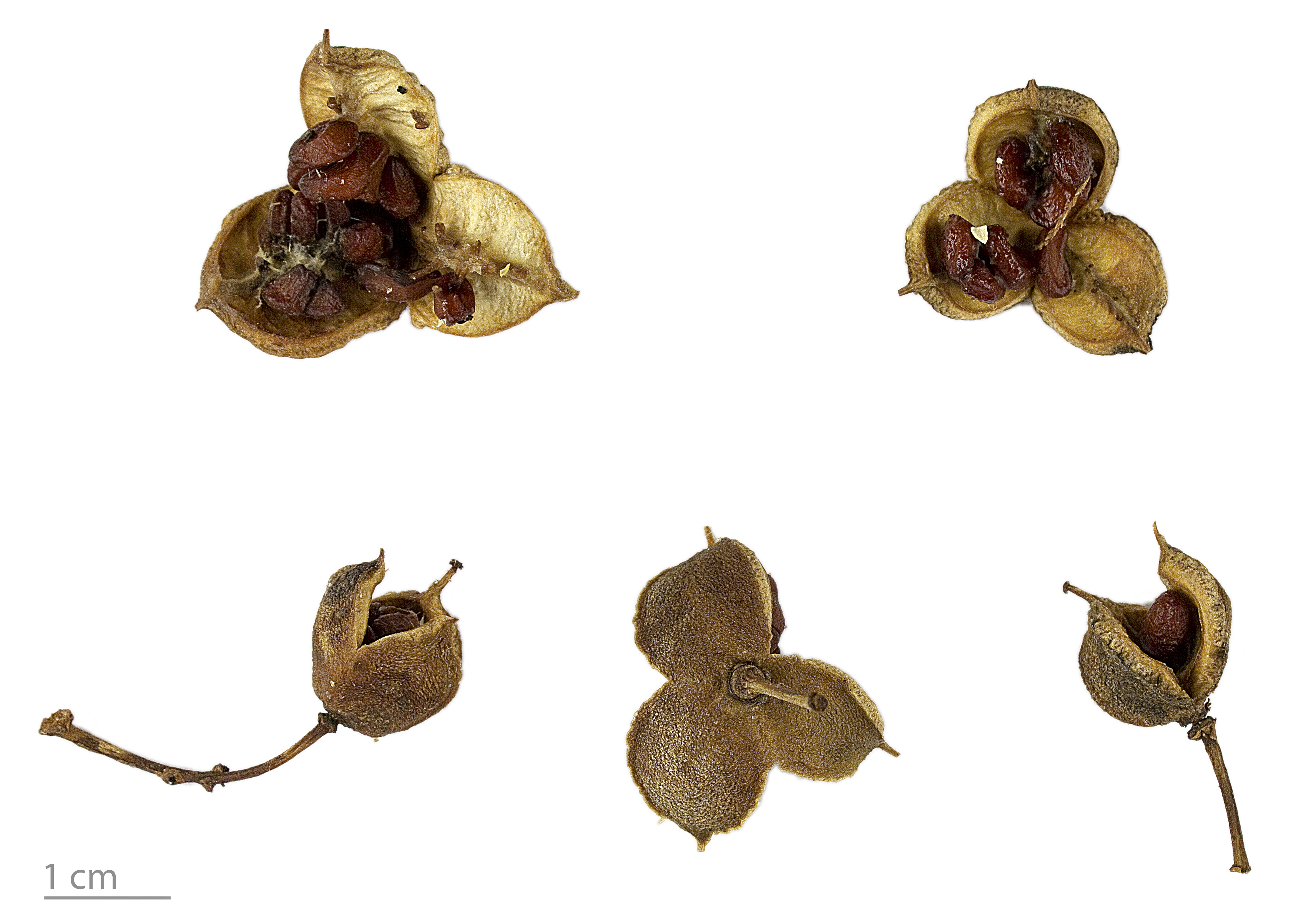
Museum specimen

## 참고 문헌
- 이 문서에는 다음커뮤니케이션(현 카카오)에서 GFDL 또는 CC-SA 라이선스로 배포한 글로벌 세계대백과사전의 내용을 기초로 작성된 글이 포함되어 있습니다.